# Johnny Valentine
John Theodore Wisniski (Maple Valley, 22 settembre 1928 – River Oaks, 24 aprile 2001) è stato un wrestler statunitense, noto maggiormente con il ring name Johnny Valentine.
Wisniski è noto per essere il padre di Greg "The Hammer" Valentine. Ha vinto numerosi titoli, tra cui l'NWA United States Heavyweight Championship e ha avuto rivalità con numerosi wrestler famosi come Antonino Rocca, Buddy Rogers, Bruno Sammartino e altri. Nel 1975 ha subito un incidente aereo che lo ha costretto al ritiro dal mondo del wrestling.

## Carriera

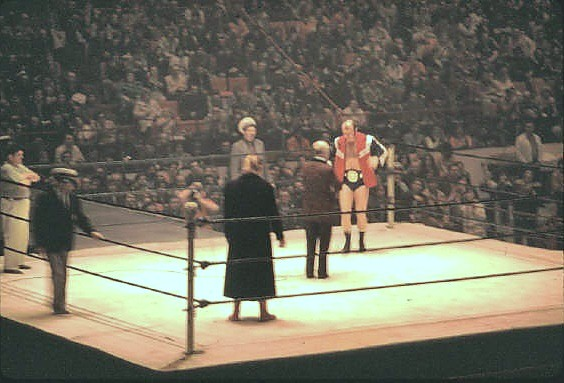
Valentine vs. Dory Funk Jr. nel 1973

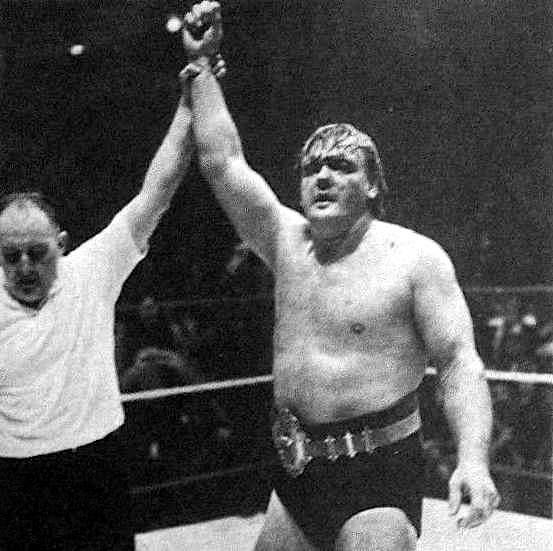
Johnny Valentine campione Mid-Atlantic Heavyweight, giugno 1975

Wisniski debuttò nel mondo del wrestling nel 1947, lottando contro Karl Nowena a Buenos Aires in Argentina. Per far sembrare gli incontri più veritieri possibile, Wisniski insisteva affinché i suoi avversari lo colpissero il più forte possibile durante i match. Da questo fatto egli guadagnò la reputazione di "duro". Il giorno di capodanno del 1950, Buddy Rogers sconfisse Wisniski nella finale del torneo per l'assegnazione del titolo United States. Lottò anche nella Capitol Wrestling, federazione affiliata alla NWA. Jerry Graham, co-detentore delle cinture NWA United States Tag Team Championship, scelse Wisniski nel novembre 1959 per sostituire il proprio partner di tag team infortunatosi. Nell'aprile seguente furono sconfitti perdendo il titolo, ma Wisniski prese un nuovo partner, Buddy Rogers, per riconquistare le cinture sconfiggendo The Fabulous Kangaroos il 19 novembre 1960. La rivalità di Wisniski con i Kangaroos proseguì, dato che i Kangaroos riconquistarono le cinture nel rematch disputatosi una settimana dopo. Successivamente fece coppia con Bob Ellis, e i due sconfissero i Kangaroos privandoli dei titoli. Wisniski & Ellis persero poi contro Buddy Rogers & Handsome Johnny Barend in un match dove Arnold Skoaland sostituì Ellis, ma sempre con le cinture in palio. Rogers & Barend quindi sconfissero nuovamente Wisniski & Ellis al Madison Square Garden.
A Toronto, Wisniski e tre differenti partner vinsero l'International Tag Team Title nel 1963. Wisniski lasciò la compagnia senza essere privato del titolo, rimanendo quindi campione. Lottò in Giappone alla metà degli anni sessanta ed ebbe una serie di match con Antonio Inoki. Valentine gli cedette la versione di Toronto dell'NWA United States Heavyweight Championship catapultando Inoki sotto le luci della ribalta facendo decollare la sua carriera. Wisniski continuò anche a combattere nell'area dell'ex Capitol Wrestling, da poco rinominatasi World Wide Wrestling Federation. Lì, nel 1966 ebbe un ultimo regno come campione WWWF United States Tag Team Championship, insieme a Tony Parisi. In seguito Wisniski "tradì" Parisi, e la coppia si sciolse. Si ebbe allora un breve feud con Bruno Sammartino, che veniva presentato come il "cugino" di Parisi (kayfabe). Dato che Wisniski lottava anche in Texas nello stesso periodo, ebbe solo pochi sporadici match importanti con Sammartino.
Wisniski si trasferì poi in Florida, dove vinse l'NWA Florida Heavyweight Championship in tre occasioni. In Georgia, il 10 maggio 1968 sconfisse Tim Woods per l'NWA Georgia Heavyweight Title. In Missouri, Wisniski prese parte a un torneo per l'assegnazione del Missouri Heavyweight Championship. Egli sconfisse Baron von Raschke prima di ritirarsi dal torneo per concentrarsi sull'NWA World Heavyweight Championship. Dopo che Harley Race vinse torneo e titolo, Valentine lo sconfisse aggiudicandosi la cintura il 19 gennaio 1973. Il mese successivo lo perse contro Terry Funk. Poiché Funk aveva utilizzato una sedia come arma davanti all'arbitro, i fan chiesero a gran voce un rematch. Valentine non fu però in grado di combattere a causa di problemi cardiaci, e così Gene Kiniski prese il suo posto nel match e vinse la cintura da Funk. Nell'ottobre 1972, sconfisse Jacques Rougeau per l'International Heavyweight Championship, ma in gennaio venne privato del titolo, dopo che non si era presentato sul ring la sera del rematch.
Nella National Wrestling Federation, Wisniski sconfisse Johnny Powers per l'NWF North American Heavyweight Championship nel settembre 1972. Powers sconfisse Wisniski in ottobre riconquistando la cintura, ma Wisniski la rivinse battendo Abdullah the Butcher il 19 ottobre. Fu privato ancora del titolo a seguito di un match con Johnny Powers. Il 23 novembre, riconquistò la cintura da Powers, ma la perse nuovamente a gennaio. Nella Japan Wrestling Association, il 22 febbraio 1973 conquistò l'International Tag Team Championship, e il 2 marzo lo United National Heavyweight Championship. Perse il titolo Tag Team il 6 marzo, e quello United Heavyweight due giorni dopo. Tornato nella National Wrestling Federation, nell'agosto 1973, Wisniski sconfisse Jacques Rougeau Sr. aggiudicandosi il North American Heavyweight Championship. Lo perse in favore di Johnny Powers alla fine del 1973.
Nella Mid-Atlantic Championship Wrestling, Wisniski vinse il Mid Atlantic Heavyweight Championship nel gennaio 1974, dopo che Jerry Brisco aveva abbandonato la federazione per lottare in Giappone. Il 13 maggio 1974 Bearcat Wright sconfisse Wisniski in un incontro di pugilato vincendo la cintura. Egli vinse il titolo battendo Sonny King il 4 novembre, e poi conquistò lo United States Heavyweight Championship il 4 luglio 1975.
Quando Wisniski restò paralizzato, a causa di un incidente aereo, continuò a restare nel mondo del wrestling in qualità di manager. Dalla sua sedia a rotelle, fece da manager a Dale Hey, che lottava con il ring name Dale Valentine in una storyline che li vedeva fratelli.

## Vita privata
Wisniski era originario di Maple Valley, Washington. La sua era una famiglia problematica, e lui ebbe un'infanzia difficile. Per anni, fu un devoto cristiano. Si sposò nei primi anni cinquanta e il matrimonio durò una ventina d'anni, poi la coppia divorziò. Si risposò negli anni settanta con una donna di nome Sharon. Dopo la morte del marito, Sharon decise di scrivere un libro intitolato A Never Ending Love Story of a Wrestler and His Wife che raccontasse della loro relazione, ma morì prima di poter terminare l'opera. Wisniski ebbe anche un figlio da una relazione precedente, Johnathan Winiski Jr., celebre wrestler meglio conosciuto come Greg "The Hammer" Valentine. Ric Flair, che lottò contro Wisniski, lo descrisse come una persona placida e tranquilla che teneva a sé stesso. Egli era anche conosciuto come persona schietta, che diceva le cose in faccia alla gente e non dietro le spalle, e molti aneddoti sui suoi celebri scherzi ai colleghi continuano a circolare ancora oggi nell'ambiente del wrestling professionistico.
Nell'agosto 2000, Wisniski cadde dalla sua veranda, riportando numerose fratture e complicazioni. Queste compresero una frattura alla schiena, polmonite, infezione da stafilococco, polmoni collassati e insufficienza renale. A causa dell'infortunio finì in coma. Si risvegliò brevemente da esso ma presto tornò incosciente. Sebbene la moglie avesse acquistato un'assicurazione medica, l'organizzazione non era disposta a pagare la lunga permanenza di Wisniski in ospedale. Di conseguenza, la moglie di Lou Thesz convinse la Cauliflower Alley Club a contribuire alle spese mediche.

### Incidente aereo
Il 4 ottobre 1975, Wisniski era a bordo di un aereo privato (un Cessna 310)
insieme a Ric Flair, David Crockett, Bob Bruggers, e Tim Woods. A causa del peso combinato dei passeggeri, il pilota si rese conto di non poter decollare senza ridurre la quantità di carburante a bordo. Nel mezzo del volo, il carburante iniziò a scarseggiare e l'apparecchio si schiantò al suolo nei pressi di Wilmington, Carolina del Nord. Nello schianto Flair si infortunò gravemente alla schiena, Bob Bruggers, Wikniski, e il pilota Michael Farkus subirono tutti danni alla colonna vertebrale. Un frammento d'osso lesionò la spina dorsale di Wikniski, paralizzandolo per sempre. Farkus morì un anno dopo non essendosi mai risvegliato dal coma. Crockett e Woods soffrirono danni minori.

### Morte
Il 24 aprile 2001 Wisniski è morto per cause naturali a River Oaks, Texas. Sua moglie Sharon ha tenuto con sé le ceneri del marito fino alla sua morte, avvenuta nel 2013.

## Personaggio

### Mossa finale
- Brainbuster

### Soprannomi
- "Blond Moster"
- "Handsome"

## Titoli e riconoscimenti
- 50th State Big Time Wrestling
  - NWA Hawaii Tag Team Championship (1) – con Ripper Collins
- All Japan Pro Wrestling
  - NWA International Tag Team Championship (Japan version) (1) – con Killer Karl Krupp
  - NWA United National Championship (1)
- Big Time Wrestling
  - NWA United States Heavyweight Championship (Detroit version) (3)
- Capitol Wrestling Corporation/World Wide Wrestling Federation
  - NWA United States Tag Team Championship (Northeast version) (3) – con Buddy Rogers (1), Bob Ellis (1) e Dr. Jerry Graham (1)
  - WWWF United States Tag Team Championship (1) – con Tony Parisi
- Championship Wrestling from Florida
  - NWA Brass Knuckles Championship (Florida version) (1)
  - NWA Florida Heavyweight Championship (4)
  - NWA Southern Heavyweight Championship (Florida version) (1)
  - NWA Southern Tag Team Championship (Florida version) (1) – con Boris Malenko
- L&G Promotions
  - L&G Caribbean Heavyweight Championship (1)
- IHW Entertainment
  - Hall of Fame (Classe del 2010)
- International Wrestling Association (Chicago)
  - IWA International Heavyweight Championship (Chicago version) (1)
- International Wrestling Association (Montreal)
  - IWA International Heavyweight Championship (Montreal version) (1)
- Maple Leaf Wrestling
  - NWA International Tag Team Championship (Toronto version) (5) – con Bulldog Brower (1), The Beast (1), Jim Hady (1) e Whipper Billy Watson (2)
  - NWA United States Heavyweight Championship (Toronto version) (7)
- Mid-Atlantic Championship Wrestling
  - NWA Mid-Atlantic Heavyweight Championship (2)
  - NWA United States Heavyweight Championship (Mid-Atlantic version) (1)
- Mid-South Sports
  - NWA Georgia Heavyweight Championship (2)
- National Wrestling Alliance
  - NWA Hall of Fame (Classe del 2011)
  - NWA United States Television Championship (3)
- NWA Los Angeles
  - NWA "Beat the Champ" Television Championship (2)
- NWA Minneapolis Wrestling and Boxing Club
  - NWA World Tag Team Championship (Minneapolis version) (1) – con Chet Wallick
- National Wrestling Federation
  - NWF Heavyweight Championship (2)
  - NWF North American Heavyweight Championship (2)
- Pro Wrestling Illustrated
  - Most Inspirational Wrestler of the Year (1973)
  - Stanley Weston Award (2001) conseguito postumo
- Professional Wrestling Hall of Fame and Museum
  - TV Era (Classe del 2006)
- Southwest Sports, Inc./NWA Big Time Wrestling
  - NWA Brass Knuckles Championship (Texas version) (5)
  - NWA American Heavyweight Championship (1)
  - NWA American Tag Team Championship (3) – con Wahoo McDaniel (2) e Thunderbolt Patterson (1)
  - NWA Texas Heavyweight Championship (9)
  - NWA Texas Tag Team Championship (1) – con Eddie Graham
  - NWA United States Heavyweight Championship (Texas version)1 (1)
- St. Louis Wrestling Club
  - NWA Missouri Heavyweight Championship (1)
- Stampede Wrestling
  - NWA Canadian Heavyweight Championship (Calgary version) (2)
  - Stampede Wrestling Hall of Fame
- St. Louis Wrestling Hall of Fame
  - (Classe del 2007)
- Western States Sports
  - NWA North American Heavyweight Championship (Amarillo version) (1)
- Wrestling Observer Newsletter
  - Wrestling Observer Newsletter Hall of Fame (Classe del 1996)

1 Il titolo venne rinominato NWA American Heavyweight Championship nel maggio del 1968 e, in seguito, WCWA World Heavyweight Championship nel febbraio del 1986.